# Louis Gauffier

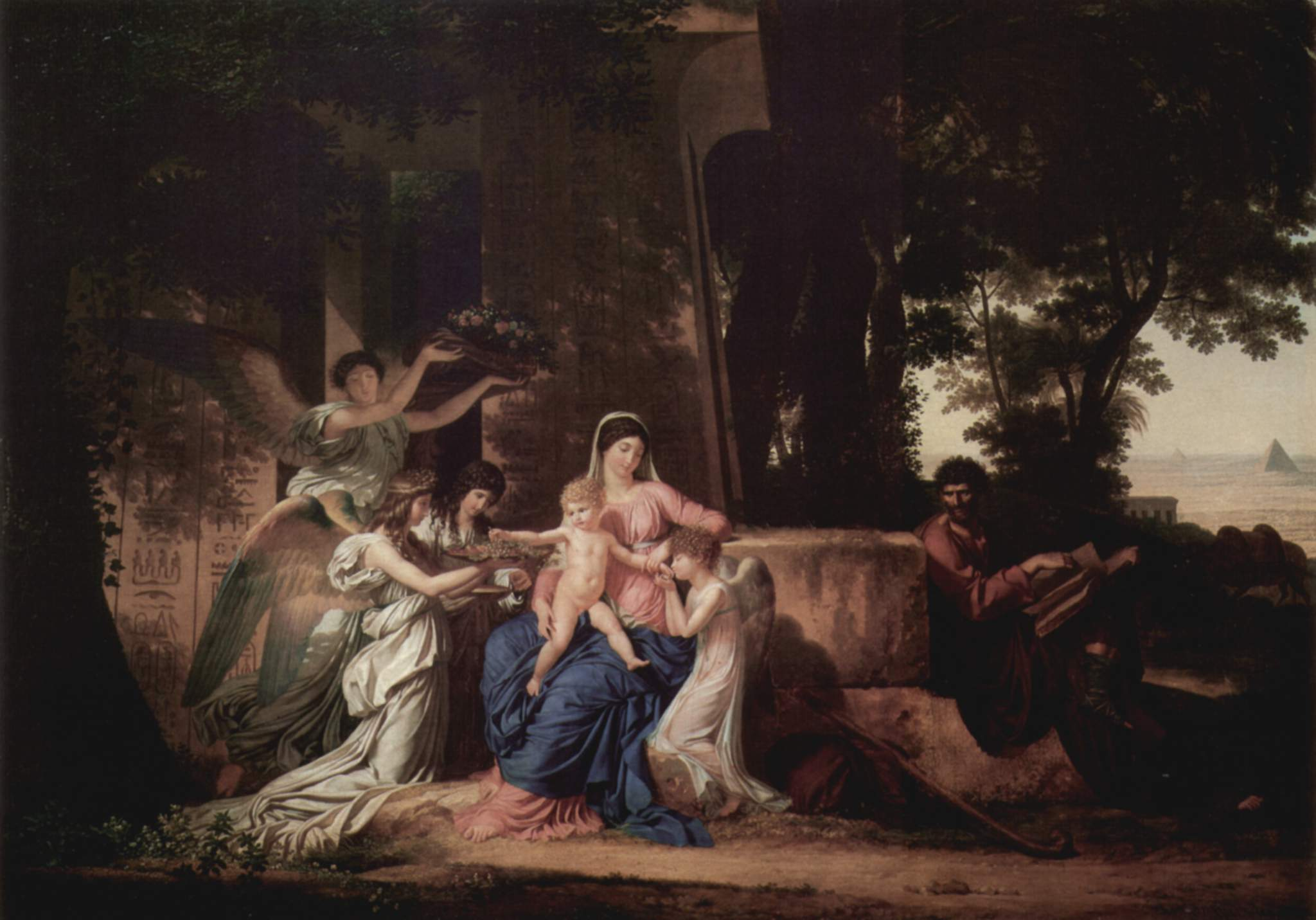
Louis Gauffier, Sacra famiglia in Egitto (1792), Museo di Poitiers

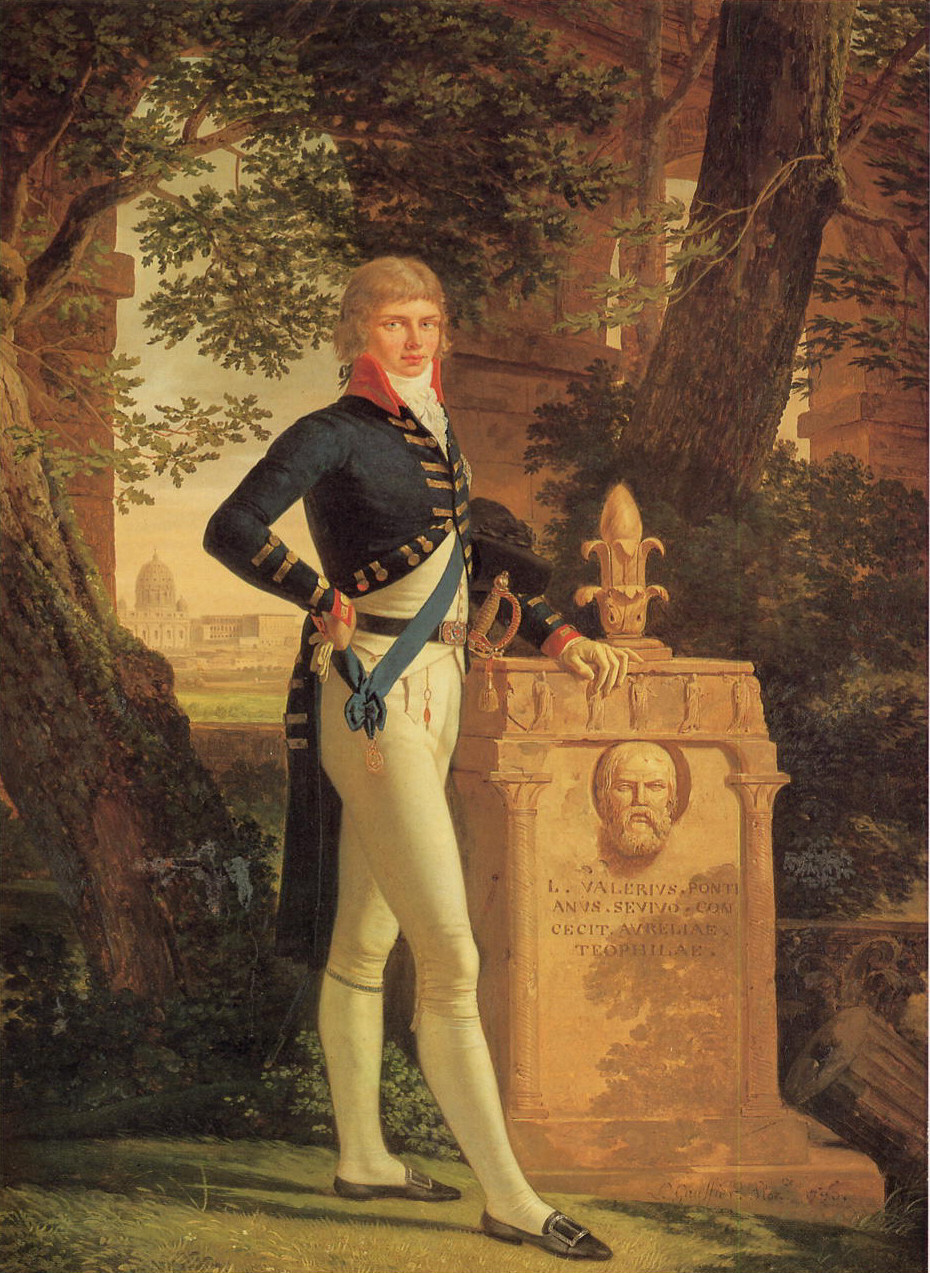
Ritratto del principe Frederick

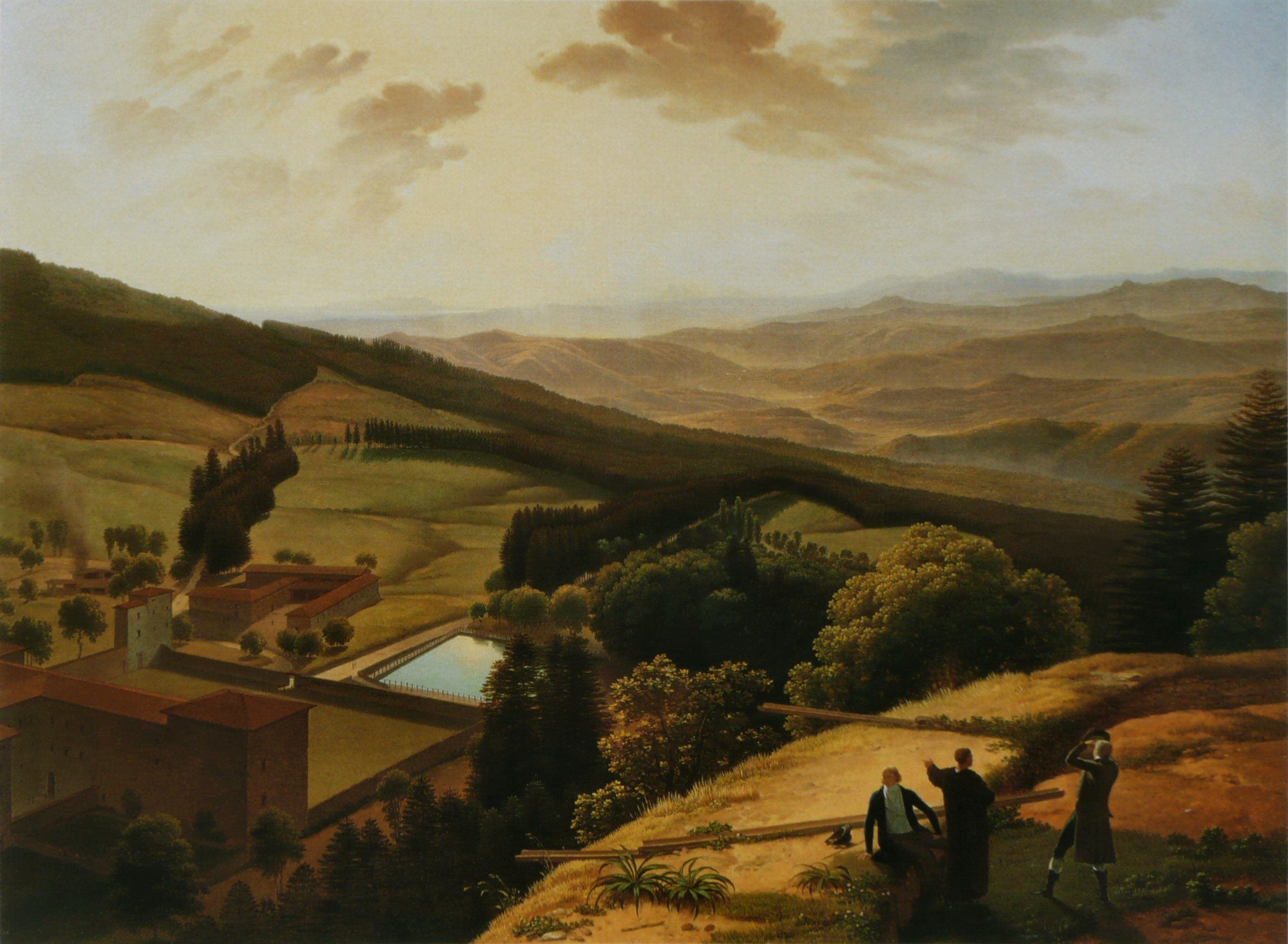
La valle dell'Arno vista dal Paradisino di Vallombrosa, Philadelphia Museum of Art

Louis Gauffier (Rochefort, 1762 – Livorno, 1801) è stato un pittore neoclassico francese operante in Italia.

## Biografia
Gauffier vinse il "Prix de Rome" nel 1784, e a 22 anni si recò in Italia dove frequentò l'Accademia di Francia a Villa Medici in Roma. 
Gauffier, come molti suoi colleghi della fine del Settecento che venivano a studiare in Italia, considera il viaggio in Italia come un'esperienza irrinunciabile per la sua creatività.
Ritornò a Parigi nel 1789, per poi trasferirsi definitivamente con la sua famiglia a Firenze nel 1793, diventando un apprezzato ritrattista della nobiltà toscana dell'epoca.

## I temi
Gauffier si rifaceva al nuovo gusto neoclassico che Diderot riassumeva con le parole «ordre, calme, clarté».
Egli, come la maggior parte dei pittori francesi del periodo, risolveva all'essenziale la composizione del quadro in uno schema ordinato e razionale di chiari e di scuri, di forme geometriche che escludevano l'aneddotico, il dettaglio e il sentimentale.
La particolarità dell'artista è che appartiene a quella corrente di pittori degli anni Ottanta del XVIII secolo, che vuole immergersi nella natura, lascia l'atelier, il cavalletto, le tele ingombranti, va in cerca di nuove esperienze con una pittura dal vero.
Il paesaggio in questo caso, diviene anche rappresentazione di uno stato d'animo.

## Musei e gallerie
- Art Gallery Manchester
- Bowes Museum, Durham (Inghilterra)
- Fine Arts Museums of San Francisco
- Institute of Arts Minneapolis
- Museo del Louvre Parigi
- Musée d'art et d'histoire, Ginevra
- Museum of Art, Filadelfia
- National Galleries of Scotland, Edimburgo
- National Gallery of Australia, Canberra
- National Gallery, Londra
- National Portrait Gallery, Londra